# Єврейська колонія (Великі Низгурці)
Єврейська колонія (рос. дореф. Еврейская колония) — колишня колонія при селі Великі Низгурці Семенівської та Пузирецької волостей Бердичівського повіту Київської губернії.

## Населення
Наприкінці 19 століття кількість населення становила 196 осіб, з них чоловіків 94 та 102 жінки, дворів — 44.

## Історія
В середині 19 століття у с. Великі Низгурці налічувалося 285 євреїв, які проживали на правах хліборобів-власників.
У другій половині 19 століття — слобода Семенівської волості Бердичівського повіту Київської губернії, при селі Великі Низгурці. У селі та слободі налічувалося 320 євреїв. Були синагога та шкіряний завод
Наприкінці 19 століття — колонія Пузирецької волості Бердичівського повіту Київської губернії. Відстань до повітового центру, м. Бердичів, де розміщувалися також найближчі поштово-телеграфна та поштова земська станції — 8 верст, до найближчої залізничної станції Бердичів — 8 верст. Основним заняттям мешканців була торгівля. На хуторі числилося 108 десятин землі, яка належала євреям-хліборобам. Господарство велося за трипільною сівозміною. В колонії були синагога та шкіряний завод з 10 працівниками, що належав євреєві Р. Бейгельману.